# Mysmena tarautensis
Espèce
Synonymes
- Calodipoena tarautensis Baert, 1988

Mysmena tarautensis est une espèce d'araignées aranéomorphes de la famille des Mysmenidae.

## Distribution
Cette espèce est endémique de Sulawesi en Indonésie.

## Description
La femelle holotype mesure 1,25 mm.

## Étymologie
Son nom d'espèce, composé de taraut et du suffixe latin -ensis, « qui vit dans, qui habite », lui a été donné en référence au lieu de sa découverte, Taraut.

## Publication originale
- Baert, 1988 : The Ochyroceratidae and Mysmenidae from Sulawesi (Araneae). Indo-Malayan Zoology, vol. 5, p. 9-22.